# البئر الحلو (الشراردة)
البئر الحلو قرية تقع بمعتمدية الشراردة بولاية القيروان من الوسط التونسي. وهي مركز عمادة.
1. ↑  "المناطق الترابية (العمادات) حسب الولايات والمعتمديات". اطلع عليه بتاريخ 2024-11-30.